# Maude Charron
Maude Charron (Rimouski, 28 april 1993) is een Canadees gewichthefster. Ze komt uit in de categorie tot 63/64 kg en vertegenwoordigt Canada op internationale toernooien. 
In 2017 won Charron op de wereldkampioenschappen gewichtheffen een zilveren medaille op het onderdeel trekken. Tijdens de Commonwealth Games 2018 wist ze met 122 kg een toernooirecord neer te zetten op het onderdeel voorslaan en uitstoten, wat haar eveneens een gouden medaille opleverde. In 2020 nam ze voor het eerst deel aan Olympische Zomerspelen. Tijdens haar debuut op de Spelen kon ze met 105 kg op het onderdeel 'trekken' en 131 op het onderdeel 'voorslaan en uitstoten' meteen een gouden medaille veiligstellen in de klasse tot 64 kg. 